# كوتيناي

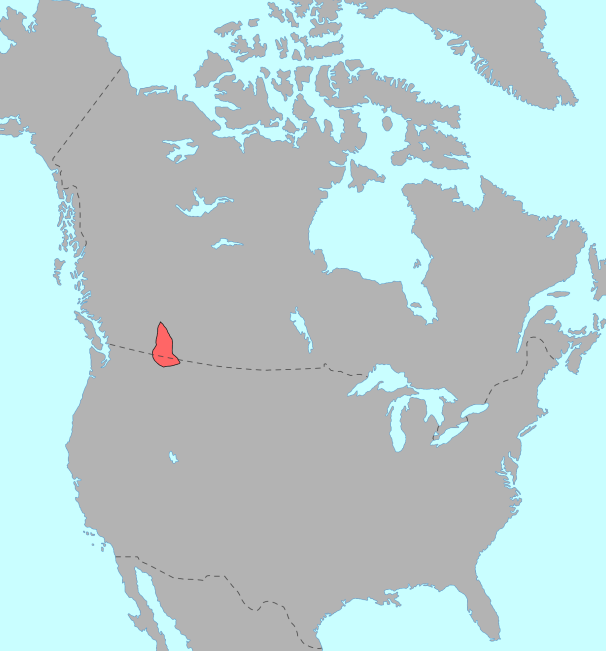

كوتيناي، المعروفون أيضًا باسم كتوناكسا، وكسانكا، وكوتنيه (في كندا) وكوتناي (في الولايات المتحدة)، هم جماعة من السكان الأصليين في كندا والولايات المتحدة. تعيش جماعات الكوتيناي في جنوب شرق كولومبيا البريطانية، وإيداهو الشمالية، ومونتانا الغربية. تعد كوتيناي لغة معزولة، لا علاقة لها بلغات الشعوب المجاورة.
تشكل أربع جماعات أمة كتوناكسا في كولومبيا البريطانية. كانت أمة كتوناكسا مرتبطة تاريخيًا بشكل وثيق مع جماعة شوساب الهندية من خلال الروابط القبلية والزواج المشترك. هناك قبيلتان معترف بهما فيدراليًا تمثلان شعب كوتيناي في الولايات المتحدة: قبيلة كوتيناي في إيداهو، وقبائل ساليش وكوتناي الكونفدرالية في مونتانا، يضم اتحاد فدرالي أيضًا جماعتي بيترروت ساليش وبيندوراي.

## كوتينيه
منذ عام 1820، تم توثيق نحو 40 شكلًا من أشكال الاسم كوتيناي؛ وهناك اثنان آخران أيضًا قيد الاستخدام. كوتينيه هو اللفظ الشائع في كولومبيا البريطانية، وموجود في اسم «أمة كوتينيه السفلى الأولى». يستخدم لفظ كوتيناي كوتينيه في مونتانا وإيداهو، وموجود في اسم «قبيلة كوتيناي في إيداهو» وقبائل ساليش وكوتيناي الكونفدرالية. استخدم هذان اللفظان في مواقع مختلفة على جانبي الحدود الكندية الأمريكية، لا سيما نهر كوتينيه، الذي يسمى نهر كوتيناي في الولايات المتحدة الأمريكية. كوتيناي هو المصطلح الشائع ضمن المؤلفات حول الشعب، وقد تبناه شعب كوتيناي في كلا البلدين لفظًا دوليًا عند مناقشة الشعب ككل. من البيّن أن الاسم مشتق من الكلمة البلاكفوتية «كوتوناوا»، والتي بدورها قد تكون مشتقة من المصطلح الكوتيناوي «كتوناكسا».
هناك كلمتان بلغة كوتيناي تصفتن الشعب ولغته: كتوناكسا وكسانكا. تعد كتوناكسا اللفظ الرئيسي لجماعات كولومبيا البريطانية. تم اقتراح تفسيرين اصطلاحيين، بط الاسم إما بفعل «الخروج إلى العراء»، و«تناول اللحم الطري». كسانكا هو اللفظ الذي يستخدمه سكان مونتانا.

## تاريخ
يعيش شعب كوتيناي اليوم في جنوب شرق كولومبيا البريطانية، وإيداهو، ومونتانا. يُقسم الشعب على نحو فضفاض إلى مجموعتين: كوتيناي العليا وكوتيناي السفلى، في إشارة إلى الأقسام المختلفة لنهر كوتيناي حيث تعيش الجماعات. تشمل كوتيناي العليا أمة أكيسنوك الأولى (جماعة بحيرة كولومبيا)، وجماعة سانت ماري، وجماعة سهول توباكو الهندية في كولومبيا البريطانية، بالإضافة إلى مونتانا كوتيناي. كوتيناي السفلى. تشمل كوتيناي السفلى أمة كوتينيه السفلى الأولى في كولومبيا البريطانية، وقبيلة كوتيناي في إيداهو.

### الأصول
لدى العلماء العديد من الأفكار حول أصول كتوناكسا. إحدى النظريات هي أنهم كانوا يعيشون في الأصل في سهوب البراري، وتم دفعهم إلى سلسلة جبال روكي من قبل منافسيهم من البلاكفوت، أو بسبب المجاعة والمرض. تشارك بعضٌ من جماعات كوتيناي العليا نمط حياة السكان الأصليين في السهوب لجزء من السنة، إذ كانوا يعبرون سلسلة جبال الروكي من أجل صيد البيسون. كانوا معروفين نسبيًا بشكل جيد من قبل البلاكفوت، وفي بعض الأحيان كانت علاقتهم معهم في هيئة مواجهة عنيفة للتنافس على الغذاء.
بقي بعض الكتوناكسا في السهوب أو عادوا إليها على مدار العام؛ كان لديهم مستوطنة بالقرب من فورت ماكليود، ألبرتا. عانت هذه المجموعة من كتوناكسا من معدلات وفيات مرتفعة، كان ذلك جزئيًا بسبب عمليات النهب من قبل البلاكفوت، وجأيضًا بسبب أوبئة الجدري. مع انخفاض أعدادهم بشكل حاد، عاد الكتوناكسا من السهول إلى منطقة كوتينيه في كولومبيا البريطانية.
يقول بعض من الكتوناكسا أن أسلافهم أتوا بالأصول من منطقة البحيرات العظمى في ميشيغان. حتى الآن، لم يجد الباحثون أي دليل أثري أو تاريخي يدعم هذه القصة.
يوجد في إقليم كتوناكسا في كولومبيا البريطانية مواقع أثرية فيها بعض أقدم القطع الأثرية بشرية الصنع في كندا تعود إلى 11500 عام قبل الحاضر. لم يتم إثبات ما إذا كانت هذه الآثار قد تركها أسلاف كتوناكسا أو غيرهم من مجموعة ساليشان.